# تقنية التآكل
تقنية التآكل،  لا يفضل الإنسان بطبيعته رؤية الصوري التي تملؤها الضوضاء البصرية لوجود عناصر غير مرغوب فيها داخل الصور، لذلك يتم استخدام نوع خاص من التقنيات لإزالة هذه الأجزاء غير المرغوب فيها أو التقليل من حجمها، ومنها تقنية التآكل (النحت) وهي أحد التقنيات الأساسية ضمن تقنيات الصور التشكيلية.
لا يمكن تطبيق هذا النوع من التقنيات سوى على الصور الثنائية وتعني أن وحدات البكسل فيها تحمل القيمة صفر أو واحد فقط. التأثير الأساسي من هذه التقنية على الصورة الثنائية هو نحت الشكل العام للمنطقة الأمامية من وحدات البكسل الخاصة بالعنصر المطلوب تصغير حجمه، والتي تحمل قيمة معاكسة لقيمة وحدات البكسل لباقي الصورة أي وحدات البكسل الخلفية.
يتم تطبيق التقنية باستخدام مجموعة صغيرة من وحدات البسكل تسمى العنصر الهيكلي، وله أشكال مختلفة (مربع، خط, دائرة ....) وأحجام مختلفة أيضا بحيث كلما زاد حجمه تزيد نسبة التآكل للعنصر ويصغر حجمه أكثر. يتم تمرير العنصر الهيكلي على الصورة التي تحتوي على العنصر المطلوب تصغير حجمه أو إزالته، وباعتبار أن وحدات البسكل الخلفية تحمل القيمة صفر والأمامية تحمل القيمة واحد، فإذا كانت جميع وحدات البكسل للعنصر الهيكلي تنطبق على وحدات البكسل الأمامية للصورة سوف يبقى المركز قيمته واحد ولكن إذا كان أحد وحدات البكسل للعنصر الهيكيلي يقع خارج وحدات البكسل الأمامية للصورة سوف نقلب قيمة المركز إلى صفر.
يتم التعبير عن هذه العملية بالمعادلة الآتية :    fӨs
| 0 | 0 | 0 | 0 |
| - | - | - | - |
| 0 | 1 | 1 | 0 |
| 0 | 1 | 1 | 0 |
| 0 | 1 | 1 | 0 |

| 0 | 0 | 0 | 0 |
| - | - | - | - |
| 0 | 1 | 1 | 0 |
| 0 | 0 | 0 | 0 |
| 0 | 1 | 1 | 0 |

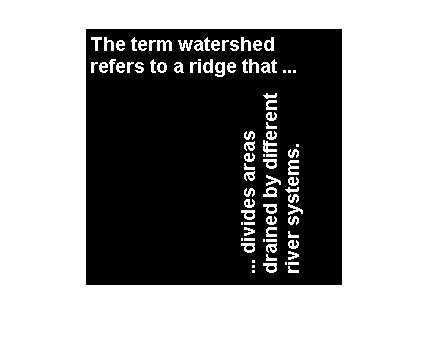
الصورة الأصلية

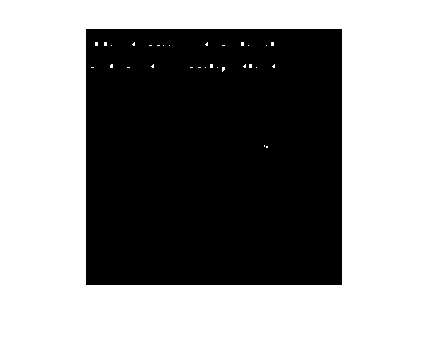
الصورة بعد تطبيق تقنية التآكل

وهنا يظهر تطبيق تقنية التآكل على الصور بحيث أدى تطبيقها إلى تصغير حجم الحروف وإلغائها تقريبا:
يوجد استعمال آخر لهذه التقنية وهو فصل الأجزاء المترابطة داخل الصورة.